# Ranoidea bella
Ranoidea bella (o Litoria bella) es una rana de árbol de la familia Pelodryadidae de Australia. Vive en Cabo York en Queensland.
Esta rana vive en selvas tropicales con clima monzónico y le gustan las áreas con muchas enredaderas cerca del agua. La rana macho tiene una llamada que suena como un chillido.
Esta rana tiene espalda verde, estómago amarillo, y patas aranjados.  Tiene pigmentación violeta en sus muslos.
Científicos dicen que esta rana está estrechamente relacionada con Ranoidea gracilenta e aún más estrechamente relacionada con Ranoidea auae. Se parece tanto a la Ranoidea gracilenta que los científicos  pensaron que eran la misma especie. Ranoidea bella fue reconocida como su propia especie en 2016.